# Posvátný oheň

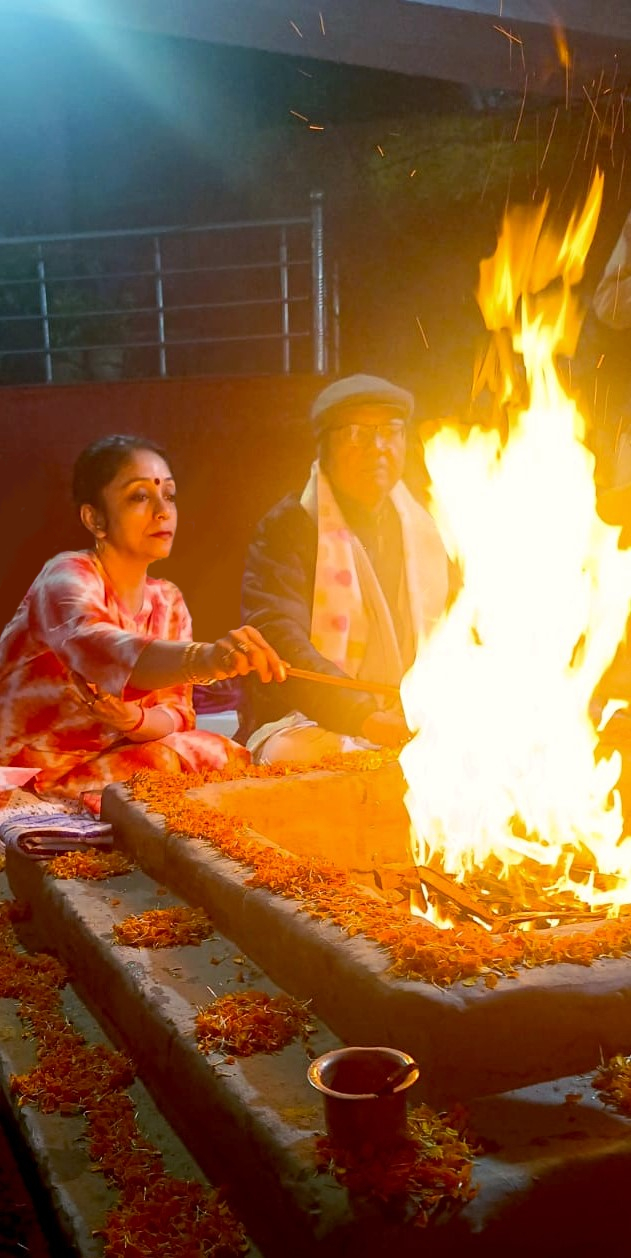
Posvátný oheň při hinduistickém rituálu Yagna

Posvátný oheň – obřadní oheň, uctívaný oheň, oheň symbolizující či představující božstvo či posvátnou energii, oheň sloužící k posvátným rituálům a často udržovaný v chrámech

## Starověký Řím
V římské mytologii byl posvátný oheň spojován s Vestou - bohyní rodinného krbu - a byl udržován v jejích chrámech. Posvátný oheň střežily kněžky bohyně, vestálky. Ale ani v rodinném krbu neměl oheň celý rok vyhasnout.
V Římě měla Vesta chrám na Foru. V chrámu nebyla socha bohyně, tu zde symbolizoval posvátný oheň, který se obnovoval vždy prvého března každého roku (tedy původně první den římského kalendáře).
Vulcanus, počeštěně Vulkán, byl také bůh ohně, převážně ohně ničivého. Římané nazývali Vulkána též Mulciberem, který mírnil a krotil oheň; v této podobě ochraňoval i před požáry. (Wiki)

## Persie
V perské mytologii byl posvátný oheň spojován s bohem Átarem ("ohněm"), který je mazdaisty pokládán za syna Ahura Mazdy. Lidé měli za úkol obětovat Átarovi maso držíce při tom v rukou svazek posvěcených ratolestí (barsman). Každý dům měl mít též ohniště určené k obětování těchto darů. 
Také sluneční bůh Mithra byl spojován s ohněm.
Dodnes si oheň podržel přední místo v mazdaistickém učení a je stále uctíván v ohňových chrámech nebo rituálních ohništích. Oheň je symbolem mazdaismu. Ještě dnes je nejsvětější z ohňů, oheň Vahrám, pokládán za nepostradatelný v boji proti silám temnot a zla a je považován za symbol pravdy. (Tamtéž.)

## Slované
Také v slovanské mytologii se dochovala svědectví o uctívání posvátného ohně, resp. o využívání ohně k rituálním účelům na určeném ohništi. Posvátné ohniště se nacházelo i na místě dnešního Hradu (v blízkosti obelisku na 3. nádvoří).
Na území Hradu se nachází i pahorek Žiži - "prastaré kultovní pohanské místo, nejvyšší bod celého pahorku. O posvátném či kultovním významu vrcholku Žiži v předkřesťanských i raně Přemyslovských Čechách se ve svých knihách běžně zmiňují čeští historikové (např. Dušan Třeštík, Petr Charvát nebo Michal Lutovský). Nachází se za Chrámem sv. Víta na místě, kdy se zpod dlažby dere původní kamenné podloží. Toto místo proto není ani řádně vydlážděno. O Vánocích zde stojí vánoční strom Hradní stráže".  Slovo "žiži" zjevně souvisí se slovem žhnout ("žižlavý" znamená regionálně na Moravě žhavý) a odkazuje na uctívání posvátného ohně. (Jména Žiži a Žažo mohla vzniknout v rodinách topičů, kovářů, ale i strážců posvátného ohně.)
Vynášení, pohřbívání či pálení smrti (Moreny) a vítání jara je západoslovanský lidový zvyk pocházející z předkřesťanské éry. Jeho ústředním prvkem je slaměná figura oblečená v ženských šatech. (Wiki)
O svatojánské noci související s oslavou letního slunovratu pocházející ještě z keltsko-germánských tradic, Slované pálili ohně a skákali přes ně. "Skákání přes oheň je starý slovanský zvyk, spojovaný s letním slunovratem a s ohněm vůbec. Jde o očistu ohněm, neboť on spálí všechno zlé a špatné, co na nás ulpělo, abychom mohli předstoupit před bohy čistí… Je možné, že tento zvyk také souvisí se symbolikou slunce, které je ten den nejvýše, případně s ochranou před zlými bytostmi, které se světla bojí.
Přeskočení ohně je též symbolem přechodu z jednoho světa do jiného – ze světa profánního do světa posvátného. Jedná se o přechodový rituál mezi dvěma obdobími: končícím a opět začínajícím." (Petr Kubík) 
Na našem území koluje řada pověstí jednak o ohnivých mužích (ohniváčích), kteří jsou převážně personifikací kulového blesku, jednak o ohnivých skřítcích, kteří mohou být i pozůstatkem po uctívání ohnivého božstva na úsvitu slovanských dějin.

## Indie
Také buddhismus používá oheň jako součást rituálů a již Védy poskytují návody k ohňovým rituálům (agnihorta): "Až bude vzduch tak štiplavý, že se lidé a zvěř budou dusit, až bude voda tak kalná a nezdravá, že budou ryby hynout, vezmi měděnou pyramidu a spaluj v ní sušený kravský trus, máslo ghí a hrstku rýže za zpěvu mantry." 

## Pohřeb žehem
Kremace (pohřeb žehem, spalování mrtvých) je tradičně obvyklá např. v Indii, ale i u mnoha předkřesťanských evropských kultur (např. kultura popelnicových polí), přičemž oheň měl při kremaci většinou posvátnou rituální funkci. S příchodem křesťanství do Evropy pohřeb žehem upadl v nemilost a pomalu mizel.